# Corydoras aeneus
Corydoras aeneus é um peixe tropical de água doce da família dos calictiídeos (Callichthyidae), muitas vezes mantido em cativeiro por tratadores de peixes. É amplamente distribuído na América do Sul no lado oriental dos Andes, da Colômbia e Trindade até a bacia do rio da Prata. Foi originalmente descrito como Hoplosoma aeneum por Theodore Gill em 1858 e também foi referido como Callichthys aeneus.